# Polyrhachis nigropilosa
Polyrhachis nigropilosa é uma espécie de formiga do gênero Polyrhachis, pertencente à subfamília Formicinae.